# Photedes dispersa
Photedes dispersa là một loài bướm đêm trong họ Noctuidae.